# Cray XT5

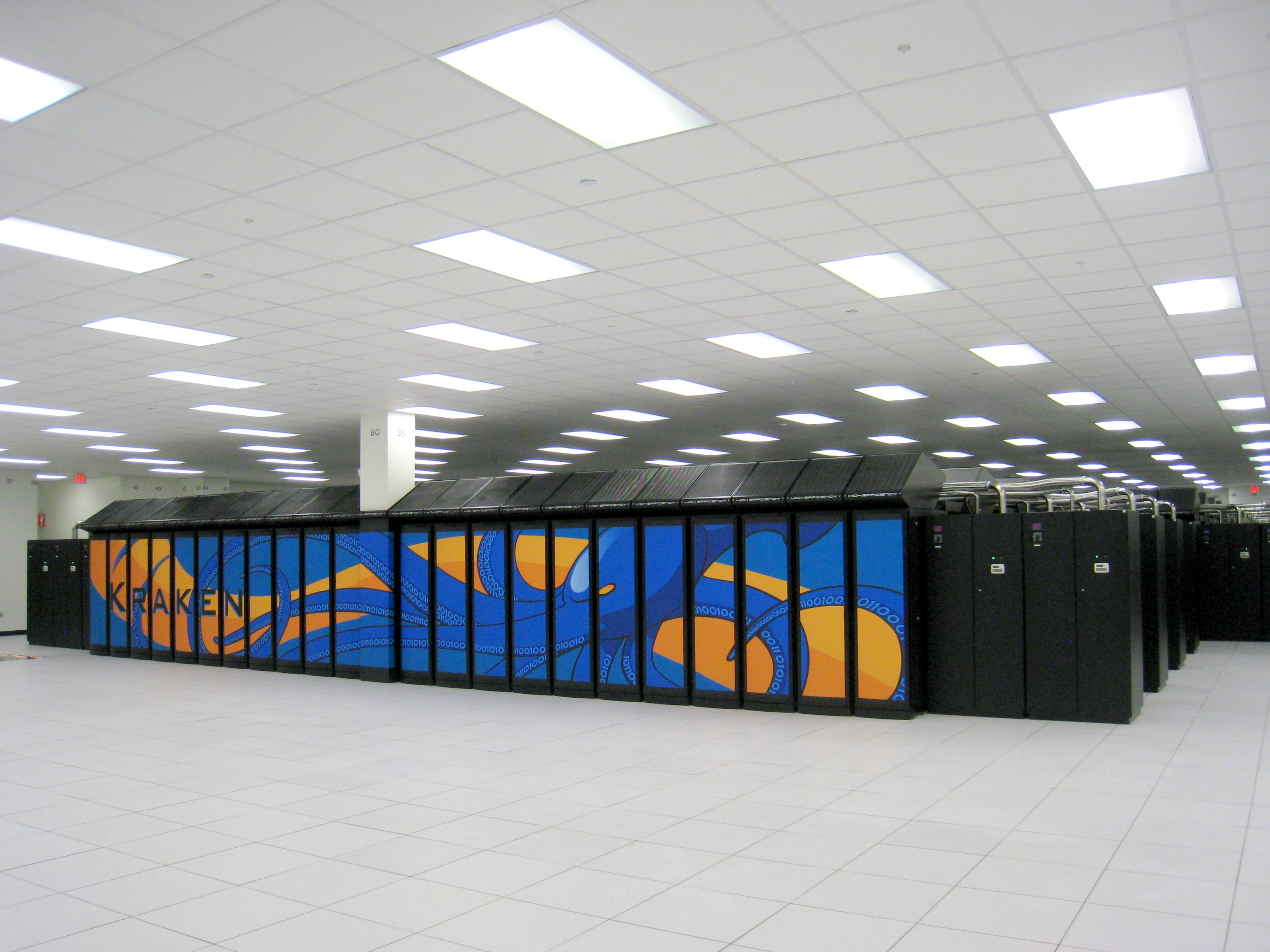
Kraken, un supercomputador Cray XT5 en el Oak Ridge National Laboratory.

El Cray XT5 es una versión actualizada de la supercomputadora Cray XT4, comercializada el 6 de noviembre de 2007. Incluye una versión más rápida del enrutador de interconexión SeaStar2 del XT4, llamado SeaStar2+, o puede ser configurado tanto para las placas del XT4 (que tienen cuatro procesadores de doble núcleo AMD Opteron), o con las placas del XT5 (cada una con ocho zócalos que admiten Opteron de dos o cuatro núcleos). El XT5 usa un topología de red toroidal de 3 dimensiones.
La familia XT5 funciona en el Cray Linux Environment, antiguamente conocido como UNICOS/lc. Incorpora el SUSE Linux Enterprise Server y el Compute Node Linux de Cray.
La variante XT5h (híbrido) también incluye soporte para las placas de procesadores vectoriales del Cray X2, y las placas del Cray XR1, que combinan Opterons con Unidades de Procesamiento Reconfigurables basadas en FPGA suministradas por DRC Computer Corporation.
La variante XT5m es una supercomputadora de rango medio con muchas de las características del XT5, pero con topología de red toroidal de 2 dimensiones y escalable a 6 gabinetes.
En el otoño boreal del 2008, Cray entregó el sistema XT5 de 1,3 petaflops al National Center for Computational Sciences en el Oak Ridge National Laboratory. Este sistema, con más de 150.000 núcleos de procesadores y apodado "Jaguar", fue el segundo sistema más rápido del mundo para el benchmark LINPACK, el sistema más rápido disponible para ciencia abierta y el primero en exceder un rendimiento sostenido de un petaflops en aplicaciones científicas de 64 bits.
El hardware fue sometido a una actualización, y recibió 224.256 núcleos en 2009, luego de lo cual su rendimiento saltó a 1,75 petaflops, ocupando el primer lugar en la edición 34 de la lista TOP500 en noviembre de 2009.